# Édouard Dupont
Édouard François Dupont, né à Dinant (Belgique) le 30 janvier 1841 et mort à Cannes (Alpes-Maritimes) le 31 mars 1911, est un géologue, précurseur de la paléontologie et préhistorien belge.

## Biographie
Édouard Dupont est formé par Jean-Baptiste d'Omalius et devient Docteur en sciences naturelles à l'université de Louvain à l'âge de 22 ans.
De 1864 à 1868 Édouard Dupont fouille les grottes du massif de Furfooz-Falmignoul, de Montaigle (vallée de la Molignée) et de Goyet (rau du Samson), près de Dinant, dans la province de Namur. Il y recueille de nombreux ossements fossiles et outils préhistoriques dont il relève soigneusement la position stratigraphique, ce qui lui permet de rapprocher ses découvertes de celles faites en France à la même époque. C'est aussi Édouard Dupont qui découvre en 1866 la mandibule supposée néandertalienne de la grotte de Naulette, dans la vallée de la Lesse,.
En 1868, Édouard Dupont devient directeur du Muséum des sciences naturelles de Belgique.
En 1869, Édouard Dupont est élu membre de l'Académie royale de Belgique. En 1884, il devient président et directeur de la section sciences de l'Académie.
Il obtient la nationalité de Bologne[Quoi ?] en 1872 pour avoir présidé une commission de paléontologie.
De juillet 1887 à février 1888, il entreprend un voyage au Congo belge pour mener une étude géologique du territoire compris entre la côte atlantique et le confluent du Kasaï.
Le 31 novembre 1909, il prend sa retraite du Muséum des sciences naturelles. Il  meurt à Cannes le 31 mars 1911,.

## Publications
Édouard Dupont est l'auteur de nombreux articles scientifiques et de plusieurs ouvrages de synthèse : 
- Édouard Dupont, Étude sur les fouilles scientifiques exécutées pendant l'hiver de 1865-1866 dans les cavernes des bords de la Lesse, 1866.
- Édouard Dupont, Étude sur l'ethnographie de l'homme de l'âge du renne dans les cavernes de la vallée de la Lesse, ses caractères, sa race, son industrie, ses mœurs, 1867.
- Édouard Dupont, L'homme pendant les âges de la pierre dans les environs de Dinant-sur-Meuse. Les temps antéhistoriques en Belgique, 1871 (lire en ligne).
- L'homme pendant les âges de la pierre dans les environs de Dinant-sur-Meuse.
- Édouard Dupont, Théorie des âges de la pierre en Belgique, 1876.
- Édouard Dupont, Lettres sur le Congo. Récit d'un voyage scientifique entre l'embouchure du fleuve et le confluent du Kasaï, 1889 (lire en ligne).